# کواسطلخ
کواسطلخ یا کوه‌اسطلخ، (با اسطلخ‌کوه رودبار اشتباه نشود)، روستایی ییلاقی از توابع بخش مرکزی ، شهرستان سوادکوه در استان مازندران ایران است.

## جمعیت
این روستا در دهستان راستوپی قرار دارد و براساس سرشماری مرکز آمار ایران در سال ۱۳۸۵، جمعیت آن ... نفر (...خانوار) بوده‌است.